# 5th wheel 2 the Coach
『5th WHEEL 2 the COACH』（フィフス・ホイール・トゥ・ザ・コーチ）は、スチャダラパー5枚目のスタジオ・アルバム。1995年4月26日発売。発売元は東芝EMI。

## 解説
東芝EMI移籍第1弾アルバム。同年7月19日アナログ盤発売。
2007年「Standard of 90's」シリーズの1枚として紙ジャケットで再発。

## 収録曲
1. AM0:00
2. B-BOYブンガク
3. ノーベルやんちゃDE賞
4. 南極物語
5. 5th WHEEL 2 the COACH
6. サマージャム'95
10枚目のシングルとして同年7月19日にシングルカット。
7. ジゴロ7
8. ドゥビドゥWhat?
8枚目のシングル。
9. The Late Show
10. From 喜怒哀楽
9枚目のシングル。
11. ULTIMATE BREAKFAST&BEATS
「ドゥビドゥWhat?」カップリング曲。
12. AM8:30